# Punta Alta de Comalesbienes
La punta Alta de Comalesbienes es una montaña que se encuentra en el término municipal del Valle de Boí, a la comarca de la alta Ribagorza, y dentro del parque nacional de Aigüestortes y Lago de San Mauricio.
El pico, de 3014 metros, se levanta a levante de la presa de Cavallers; en la cresta que delimita la Cabecera de Caldes (NO) y el Valle de Comalesbienes (SE); con el Pico de Comalesbienes al suroeste, el Coll Arenós al norte y el Coll de Comalesbienes al este.
En ella está situado el vértice geodésico 258068006 del Instituto Cartográfico de Cataluña.
La cumbre fue escalada por primera vez en el verano de 1880 por Schrader y H. Passet.

## Rutas
Hay varias rutas de aproximación a la cumbre:
- Por el Valle de Comalesbienes. El punto de inicio de este camino se encuentra junto al barranco que cierra el acceso por carretera a la Presa de Caballeros, unos 400 metros antes de llegar, a 1743 metros de altitud. La ruta sube dirección este por el barranco hasta encontrar al riachuelo que une los dos lagos mayores. En este punto dos son las alternativas:
  - Vía el Pico de Comalesbienes dirección noroeste.
  - Por los estanyets que se encuentran a los pies del Cuello de Comalesbienes.
- Por el Valle de Colieto. El Refugio Joan Ventosa y Calvell es el punto de partida de esta opción que discurre por l'Estany Grande de Colieto, Lago de la Roca y Coll Arenós (de Colieto).
- Por el Barranco de Comalespada. El camino se inicia en la Presa de Caballeros y sigue el borde occidental del pantano, hasta al poco de superar el desagüe del Barranco de Comalespada. A partir de este punto se empieza a remontar dirección este, girando hacia el sur, hasta reencontrar el Barranco de Comalespada, por encima de su tramo más escarpadi. Se sigue el barranco hasta lograr al Cuello Arenós (de Colieto), donde se confluye con la ruta proveniente del Refugio Joan Ventosa y Calvell que continúa hasta la cumbre.